# Joanis Wurakis
Joanis Wurakis (gr. Ιωάννης Βουράκης) – grecki strzelec. Brał udział w Letnich Igrzyskach Olimpijskich 1896 w Atenach. Wurakis rywalizował w konkurencji karabinu dowolnego w trzech postawach, jednak nie ukończył zawodów.